# Bozz Music
Bozz Music è stata una etichetta discografica tedesca con sede a Francoforte sul Meno, fondata dal rapper Azad e da Mokhtar Benbouazza.
Era specializzata nel genere rap/hip-hop. Venne fondata nel 2004 dal rapper Azad ed era collegata inizialmente con la Universal Music Group, prima di passare alla Groove Attack.
L'etichetta è stata chiusa nell'ottobre 2009.

## Storia
I primi artisti sotto contratto dell'etichetta furono i rapper e produttori Jonesmann, Jeyz, Chaker, Sezai, Lunafrow, Martelli e STI.
Nel dicembre 2006 la Bozz Music prese sotto contratto Benny Blanco, M3 & Noyd e Brisk Fingaz. Nello stesso mese firmò anche il rapper Yassir.
Nel 2008 Jonesmann lasciò la Bozz Music per fondare una propria etichetta (la Echte Musik) insieme con Yassir.
Nel gennaio 2009 Azad dichiarò che i soli artisti pubblicati dalla Bozz Music sarebbero stati Jeyz e 439 (detto anche Hanybal).
A causa di problemi finanziari Azad decise di chiudere la Bozz Music nell'ottobre 2009.

## Artisti
Artisti che collaborano fino alla fine
| Rapper - Azad - Jeyz - 439 (detto anche Hanybal) | Produttori Hip Hop - Martelli - Benny Blanco - Brisk Fingaz - STI - M3 & Noyd |

### Artisti storici
- Jonesmann (2004 - 2008)
- Yassir (2006 - 2008)
- Sezai (2004 - 2009)
- Chaker (2004 - 2009)
- Criz ( ? )

Alcuni dei membri componevano insieme un gruppo musicale:
- Warheit (composto da Azad, Jeyz, Sezai, Chaker, Lunafrow, Jonesmann e Real Jay)

## Discografia

### Album, MixTape & Sampler
| Anno | Titolo                                  | Artista                              | Album Charts | Album Charts | Album Charts |               |
| Anno | Titolo                                  | Artista                              | GER          | AUT          | CH           |               |
| ---- | --------------------------------------- | ------------------------------------ | ------------ | ------------ | ------------ | ------------- |
| 2004 | Der Bozz                                | Azad                                 | 10           | -            | 66           | Solo Album    |
| 2004 | Bozz Music Volume 1                     | Label Compilation                    | -            | -            | -            | Sampler       |
| 2004 | Chronologie                             | Jeyz                                 | -            | -            | -            | MixTape       |
| 2004 | Macht Käse Flows Cash                   | Jonesmann                            | -            | -            | -            | MixTape       |
| 2005 | J.E.Y.Z. Streettape                     | Jeyz                                 | -            | -            | -            | MixTape       |
| 2006 | S.J.                                    | Jonesmann                            | 31           | -            | -            | Solo Album    |
| 2006 | Game Over                               | Azad                                 | 8            | 48           | 28           | Solo Album    |
| 2006 | Chronologie Part 2                      | Jeyz                                 | -            | -            | -            | MixTape       |
| 2006 | In dein Mund                            | Jonesmann                            | -            | -            | -            | MixTape       |
| 2007 | The Unbeatablez Volume 1                | Brisk Fingaz, Phrequincy, Shuko, STI | -            | -            | -            | Collabo Album |
| 2007 | Betonklassik                            | Warheit                              | 47           | -            | 90           | Collabo Album |
| 2007 | Blockschrift                            | Azad                                 | 37           | 59           | 39           | Solo Album    |
| 2007 | Das Ende vom Anfang: Chronologie Part 3 | Jeyz                                 | -            | -            | -            | MixTape       |
| 2008 | Einzelkämpfer                           | Brisk Fingaz                         | -            | -            | -            | Solo Album    |
| 2009 | Azphalt Inferno                         | Azad                                 | 24           | 55           | 29           | MixTape       |
| 2009 | Blut, Schweiß & Tränen                  | Jeyz                                 | -            | -            | -            | Solo Album    |
| 2009 | Assassin                                | Azad                                 | 31           | 52           | 27           | Solo Album    |
| 2009 | Zeit zum Scheinen                       | Jeyz                                 | -            | -            | -            | MixTape       |
| 2010 | Azphalt Inferno 2                       | Azad                                 | 18           | 50           | 19           | MixTape       |

### Singoli
| Anno | Titolo                           | Artista                    | Chartpositionen | Chartpositionen | Chartpositionen | Stato |   |
| Anno | Titolo                           | Artista                    | DE              | AT              | CH              | Stato |   |
| ---- | -------------------------------- | -------------------------- | --------------- | --------------- | --------------- | ----- | - |
| 2004 | Kopf hoch                        | Azad feat. Jonesmann       | 57              | -               | -               | -     | - |
| 2004 | Phoenix                          | Azad                       | 65              | -               | -               | -     | - |
| 2006 | Bis der letzte fällt / Fick dich | Jonesmann                  | 62              | -               | -               | -     | - |
| 2006 | Alarm                            | Azad                       | 48              | -               | -               | -     | - |
| 2007 | Nenn mich Jones                  | Jonesmann                  | -               | -               | -               | -     | - |
| 2007 | Eines Tages                      | Azad feat. Cassandra Steen | 28              | -               | -               | -     | - |
| 2007 | Hölle auf Erden                  | Warheit                    | 85              | -               | -               | -     | - |
| 2007 | Ich glaub an dich                | Azad feat. Adel Tawil      | 1               | 12              | 13              | Oro   | - |
| 2007 | Zeit zu Verstehen                | Azad feat. Gentleman       | 30              | 72              | -               | -     | - |
| 2008 | Alles Lügen / Ghettobass         | Azad                       | 74              | -               | -               | -     | - |
| 2009 | Klagelied                        | Azad feat. Tino Oac        | 92              | -               | -               | -     | - |